# Ben Pon
Ben Pon, właśc. Bernardus Marinus Pon Jr. (ur. 9 grudnia 1936 w Lejdzie, zm. 30 września 2019) – holenderski kierowca wyścigowy i strzelec sportowy, uczestnik zawodów w strzelectwie na Letnich Igrzyskach Olimpijskich 1972.

## Życiorys
Urodził się w Lejdzie, jednak dorastał w Amersfoort. Jego ojciec, Ben Pon, Sr był dilerem samochodów (założył własną firmę); w 1947 roku został on pierwszym importerem Volkswagena Garbusa w Holandii. Garbusy w tym kraju przyjęły się bardzo dobrze, toteż Pon Sr zaczął je importować za ocean do Stanów Zjednoczonych, dzięki czemu stał się bardziej rozpoznawalny. Pon Sr bardziej jednak jest znany jako autor auta o nazwie Volkswagen Typ 2 Transporter T1.
W 1960 roku, Ben Pon Jr. zaczął karierę kierowcy wyścigowego. Przez całą karierę ścigał się w mniej prestiżowych seriach od Formuły 1, osiągając w nich kilka sukcesów.
Kilkukrotnie startował w wyścigu 24h Le Mans (lata 1961–1965 oraz w 1967; w trzech pierwszych jechał w aucie Porsche 356 B, w dwóch kolejnych w Porsche 904, a w ostatnim swoim wyścigu w Porsche 906); w 1961 roku, razem z Niemcem Herbertem Lingem, zajął 10. miejsce w klasyfikacji ogólnej wyścigu, a w swojej kategorii okazał się najlepszy (kat. S 1.6). W 1962 roku, jechał tym samym autem w parze ze swoim najbliższym przyjacielem Carelem Godinem de Beaufortem, jednak nie ukończyli oni wyścigu. Bez powodzenia startował także w kolejnym wyścigu (razem ze Szwajcarem Heinzem Schillerem nie ukończyli go). Potem jeszcze trzykrotnie startował w tym wyścigu; w 1964 zajął ósme miejsce, a w kategorii GT
2.0 był drugi (jego partnerem był Henk van Zalinge), natomiast w 1967, w parze z Vikiem Elfordem, zajął najwyższe w karierze, siódme miejsce (wygrał w kategorii S 2.0). W 1965 roku wyścigu nie ukończył (jechał z Francuzem Robertem Buchetem).
W najbardziej prestiżowej serii wyścigów, w Formule 1, wystąpił tylko raz – było to Grand Prix Holandii w 1962 roku. Występ w wyścigu w zespole Écurie Maarsbergen zaoferował mu de Beaufort, który miał już za sobą starty w F1. Słabszy silnik w aucie Pona nie dawał mu jednak szans na nawiązanie walki z kierowcami o czołowe pozycje. Holender chciał tylko ukończyć wyścig.
W kwalifikacjach Pon zajął 18. miejsce w stawce 20 zawodników, ze stratą ponad ośmiu sekund do zdobywcy pole position. W wyścigu na trzecim okrążeniu miał wypadek. Jego Porsche 787 zjechało z trasy i uderzyło w pobliskie wzniesienie. Auto przekoziołkowało, a Holender wypadł z pojazdu. Nie odniósł jednak żadnych poważnych obrażeń. Po wyścigu Holender stwierdził, że już nigdy nie wsiądzie za kierownicę bolidu F1.
W wyścigach samochodowych brał czynny udział do 1968 roku; w kolejnych latach już tylko okazjonalnie prezentował się na torach.
Po zakończeniu kariery kierowcy wyścigowego, zajął się uprawianiem strzelectwa sportowego. W tej dyscyplinie odnotował tylko jeden poważniejszy występ na arenie międzynarodowej – uczestniczył w Letnich Igrzyskach Olimpijskich 1972. Wystąpił tam w skeecie, w którym zajął 31. miejsce w stawce 63 zawodników – zdobył 187 punktów na 200 możliwych.
W latach późniejszych Pon, który również pracował w przedsiębiorstwie ojca, założył firmę zajmującą się dystrybucją wina. W 1990 roku, razem z żoną Ingrid, przenieśli się do miejscowości Carmel Valley położonej w Kalifornii. Założyli Bernardus Lodge – spółkę, która zajmuje się produkcją wina czerwonego.

## Wyniki w Formule 1
| Legenda oznaczeń w tabelach wyników Wyświetl szablon na nowej stronie | Legenda oznaczeń w tabelach wyników Wyświetl szablon na nowej stronie                                                                     |
| Oznaczenie                                                            | Wyjaśnienie |
| --------------------------------------------------------------------- | --- |
| Złoty                                                                 | Zwycięzca lub mistrzostwo |
| Srebrny                                                               | 2. miejsce lub wicemistrzostwo |
| Brązowy                                                               | 3. miejsce lub II wicemistrzostwo |
| Zielony                                                               | Ukończył, punktował (w klasyfikacji generalnej, gdy zdobył co najmniej jeden punkt na przestrzeni sezonu, poza trzema powyższymi opcjami) |
| Niebieski                                                             | Ukończył, nie punktował (w klasyfikacji generalnej, gdy nie zdobył co najmniej jednego punktu na przestrzeni sezonu)                      |
| Czerwony                                                              | Nie zakwalifikował się (NZ) |
| Czerwony                                                              | Nie prekwalifikował się (NPK) |
| Różowy                                                                | Nie ukończył (NU) |
| Różowy                                                                | Niesklasyfikowany (NS) (w klasyfikacji generalnej, gdy nie został sklasyfikowany w żadnym wyścigu sezonu)                                 |
| Czarny                                                                | Zdyskwalifikowany (DK) |
| Czarny                                                                | Wykluczony (WYK/EX) |
| Biały                                                                 | Nie wystartował (NW) |
| Biały                                                                 | Kontuzjowany (K/INJ) |
| Biały                                                                 | Wyścig odwołany (OD/C) |
| Bez koloru                                                            | Został wycofany (WYC/WD) |
| Bez koloru                                                            | Nie przybył (NP/DNA) |
| Bez koloru                                                            | Nie brał udziału w treningach (NT/DNP) |
| Bez koloru                                                            | Nie został zgłoszony (–) |
| Pogrubienie                                                           | Start z pole position |
| Kursywa                                                               | Najszybsze okrążenie wyścigu |
| †                                                                     | Nie ukończył, ale jego rezultat został zaliczony ze względu na przejechanie więcej niż 90% dystansu wyścigu.                              |
| *                                                                     | Sezon w trakcie |
| 1/2/3                                                                 | Punktowana pozycja w sprincie kwalifikacyjnym                                                                                             |
| Lista systemów punktacji Formuły 1                                    | |

| Rok  | Zespół             | Bolid       | Silnik     | Wyniki w poszczególnych eliminacjach | Wyniki w poszczególnych eliminacjach | Wyniki w poszczególnych eliminacjach | Wyniki w poszczególnych eliminacjach | Wyniki w poszczególnych eliminacjach | Wyniki w poszczególnych eliminacjach | Wyniki w poszczególnych eliminacjach | Wyniki w poszczególnych eliminacjach | Wyniki w poszczególnych eliminacjach | Pozycja | Punkty |
| ---- | ------------------ | ----------- | ---------- | ------------------------------------ | ------------------------------------ | ------------------------------------ | ------------------------------------ | ------------------------------------ | ------------------------------------ | ------------------------------------ | ------------------------------------ | ------------------------------------ | ------- | ------ |
| 1962 | Écurie Maarsbergen | Porsche 787 | Porsche B4 | HOL NU                               | MON -                                | BEL -                                | FRA -                                | GBR -                                | GER -                                | ITA -                                | USA -                                | RPA -                                | NS      | 0      |